# Dreams Are More Precious
«Dreams Are More Precious» es una canción y el nombre del cuarto sencillo de Enya, procedente de su séptimo álbum And Winter Came.... Esta publicación fue exclusivamente para su comercialización física en Japón. Aunque al igual que algunos de sus predecesores se encuentra disponible por medio de la descarga digital en sitios web como Amazon y iTunes.
El tema se lanzó como sencillo gracias a su inclusión en la serie de televisión japonesa Arifureta Kiseki, protagonizada por Yukie Nakama y Ryo Kase. El primer episodio de la serie se emitió el 8 de enero de 2009.
La canción fue lanzada como sencillo en descarga digital el 10 de octubre de 2009, posteriormente en Japón se lanzó en CD de un solo tema, para promover la utilización de éste en la serie de televisión. A diferencia de otros temas de Enya, Dreams Are More Precious no posee una versión editada por lo cual su versión original es la oficial.

## Listado de canciones
| CD Edición Japonesa y Descarga digital |                            |                |          |  |
| N.º                                    | Título                     | Autor          | Duración |  |
| 1.                                     | «Dreams Are More Precious» | Enya/Roma Ryan | 4:25     |  |
| 4:25                                   |                            |                |          |  |

## Letra
Come! See! High above.

Come! See! High in the heavens

A new star shining bright;

Out of the darkness comes a light.

Come! Hear midnight chimes.

Come! Hear bells that are ringing

And from some distant shore

Sounds of a journey echo on.

This is the night,

They say,

Everyone wants a dream.

This is the night,

They say,

Nothing is as it seems.

Come! Sleep! Close your eyes.

Come! Sleep! Give me your sorrow

And I'll keep watch for you

Until the dawn is breaking through,

Until the morning wakens you.

Come! Dream through the night.

Come! Dream, and then tomorrow

You'll see your heart will know

Dreams are more precious than gold.

Dreams are more precious than gold.

Dreams are more precious than gold.